# Савудрія
Савудрія (хорв. Savudrija) — населений пункт у Хорватії, в Істрійській жупанії у складі міста Умаг.

## Населення
Населення за даними перепису 2011 року становило 253 осіб.
Динаміка чисельності населення поселення:

## Клімат
Середня річна температура становить 14,03 °C, середня максимальна – 26,00 °C, а середня мінімальна – 2,20 °C. Середня річна кількість опадів – 957 мм.
| Клімат поселення                              | Клімат поселення | Клімат поселення | Клімат поселення | Клімат поселення | Клімат поселення | Клімат поселення | Клімат поселення | Клімат поселення | Клімат поселення | Клімат поселення | Клімат поселення | Клімат поселення | Клімат поселення |
| Показник                                      | Січ.             | Лют.             | Бер.             | Квіт.            | Трав.            | Черв.            | Лип.             | Серп.            | Вер.             | Жовт.            | Лист.            | Груд.            |                  |
| Середній максимум, °C                         | 9,30             | 9,20             | 11,60            | 15,50            | 20,40            | 24,60            | 26,00            | 25,70            | 22,00            | 17,60            | 13,00            | 10,00            |                  |
| Середня температура, °C                       | 5,80             | 5,70             | 8,10             | 12,00            | 16,90            | 21,10            | 23,40            | 23,10            | 19,40            | 15,10            | 10,40            | 7,40             |                  |
| Середній мінімум, °C                          | 2,30             | 2,20             | 4,60             | 8,50             | 13,40            | 17,60            | 20,80            | 20,50            | 16,80            | 12,50            | 7,80             | 4,80             |                  |
| Норма опадів, мм                              | 63               | 51               | 65               | 76               | 77               | 91               | 58               | 82               | 107              | 109              | 98               | 80               |                  |
| Середньомісячна швидкість вітру, м/с          | 2.10             | 2.40             | 2.50             | 2.50             | 2.20             | 2.10             | 2.10             | 2.10             | 2.10             | 2.40             | 2.40             | 2.30             |                  |
| Середньомісячна сонячна радіація, кДж/м²·день | 4357             | 7384             | 10679            | 15278            | 19413            | 21294            | 22347            | 19031            | 13927            | 8913             | 4840             | 3684             |                  |
| --------------------------------------------- | ---------------- | ---------------- | ---------------- | ---------------- | ---------------- | ---------------- | ---------------- | ---------------- | ---------------- | ---------------- | ---------------- | ---------------- | ---------------- |
| Джерело:                                      |                  |                  |                  |                  |                  |                  |                  |                  |                  |                  |                  |                  |                  |